# Cons
cons je jednou ze základních funkcí jazyka Lisp. Jejími parametry jsou dva objekty a výstupem je jejich uspořádaný pár. Například volání  cons x y vytvoří uspořádaný pár ( x . y ). Levý prvek tohoto páru je tradičně označován zkratkou car a pravý prvek zkratkou cdr.

## Ukázky použití

### Spojové seznamy
```
(
cons
 
42
 
(
cons
 
69
 
(
cons
 
613
 
nil
)))

```

```
(
list
 
42
 
69
 
613
)

```

Interní podoba seznamu (42 69 613) vytvořeného pomocí cons: a vytvořeného pomocí funkce list:

Jedním ze základních použití uspořádných párů v lispu je vytvoření seznamů v podobě spojových seznamů. Cons se v tomto případě používá vnořeně: Seznam je dvojice, kde car je prvek a cdr je dvojice, kde car je prvek a cdr je dvojice, .... Tato posloupnost je ukončena tím, že cdr je speciálním prvkem nil.

### Binární stromy
Binární stromy, u kterých jsou data pouze v listech, lze vytvořit podobně. Každý uzel, který není listem, je dvojicí svých podstromů.
Například:
```
(
cons
 
(
cons
 
1
 
2
)
 
(
cons
 
3
 
4
))

```

vytvoří strukturu:
```
((1 . 2) . (3 . 4))
```

tedy strom:
```
   *
  / \
 *   *
/ \ / \
1 2 3 4
```

Výše uvedené spojové seznamy lze z tohoto hlediska vlastně pokládat také za stromy, ovšem zcela nevyvážené. Například seznam (1 . 2 . 3), který můžeme zapsat jako takovýto spojový seznam:
```
 *--*--*--nil
 |  |  |
 1  2  3
```

je vlastně následujícím binárním stromem:
```
   *
  / \
 1   *
    / \
   2   *
      / \
     3  nil
```